# Marano Lagunare
Marano Lagunare là một đô thị ở tỉnh Udine trong vùng Friuli-Venezia Giulia thuộc Ý, có cự ly khoảng 50 km về phía tây bắc của Trieste và khoảng 35 km về phía nam của Udine. Tại thời điểm ngày 31 tháng 12 năm 2004, đô thị này có dân số 2.025 người và diện tích là 90,2 km².
Marano Lagunare giáp các đô thị: Carlino, Grado, Latisana, Lignano Sabbiadoro, Muzzana del Turgnano, Palazzolo dello Stella, Precenicco, San Giorgio di Nogaro.